# Аминов, Тим
Тиму́р Дави́дович Ами́нов, более известный как Тим Аминов (англ. Tim Aminov) — российский продюсер и музыкант.

## Биография
Тимур родился в Москве. Отец Давид Исакович Аминов — юрист, мать Ирина Николаевна Аминова — учитель химии. В 13 лет начал играть на фортепиано и гитаре, а также изучать звукозапись и электронную музыку. В 17 лет поступил на факультет звукорежиссуры Гуманитарного института телевидения и радиовещания, который окончил в 2011 году.
В 2011 году выходит первый мини-альбом Аминова «Lost Withot You» на лейбле Electronica Records. Тогда же он начал играть в московских клубах Gazgolder, Rodnya и «Солянка». С 2011 года по 2017 год Тим Аминов является резидентом Vienna Techno Ball.
В 2012 году при участии вокалистки Галины Добродеевой (Gala Ga) создаёт музыкальный проект Aanbreken. В мае 2014 года коллектив участвует в Red Bull Music Academy Bass Camp. В ноябре 2014 года группа была названа организаторами премии «Золотая Горгулья» лучшим электронным проектом года. В декабре 2014 года состоялся выход мини-альбома «Verge» на немецком лейбле Ki Records. В 2015 году из-за разногласий Aanbreken прекратил существование.

После этого Тим Аминов сосредоточился на сольной карьере. В 2016 году вышел его первый сольный альбом «Moments» на берлинском лейбле Sonar Kollektiv. Заглавным треком стал «One Lone Survivor», на который был снят клип режиссёром Ладо Кватания. Клип стал победителем на Young Director Award в Каннах и фестивале короткометражного кино в Равенне.

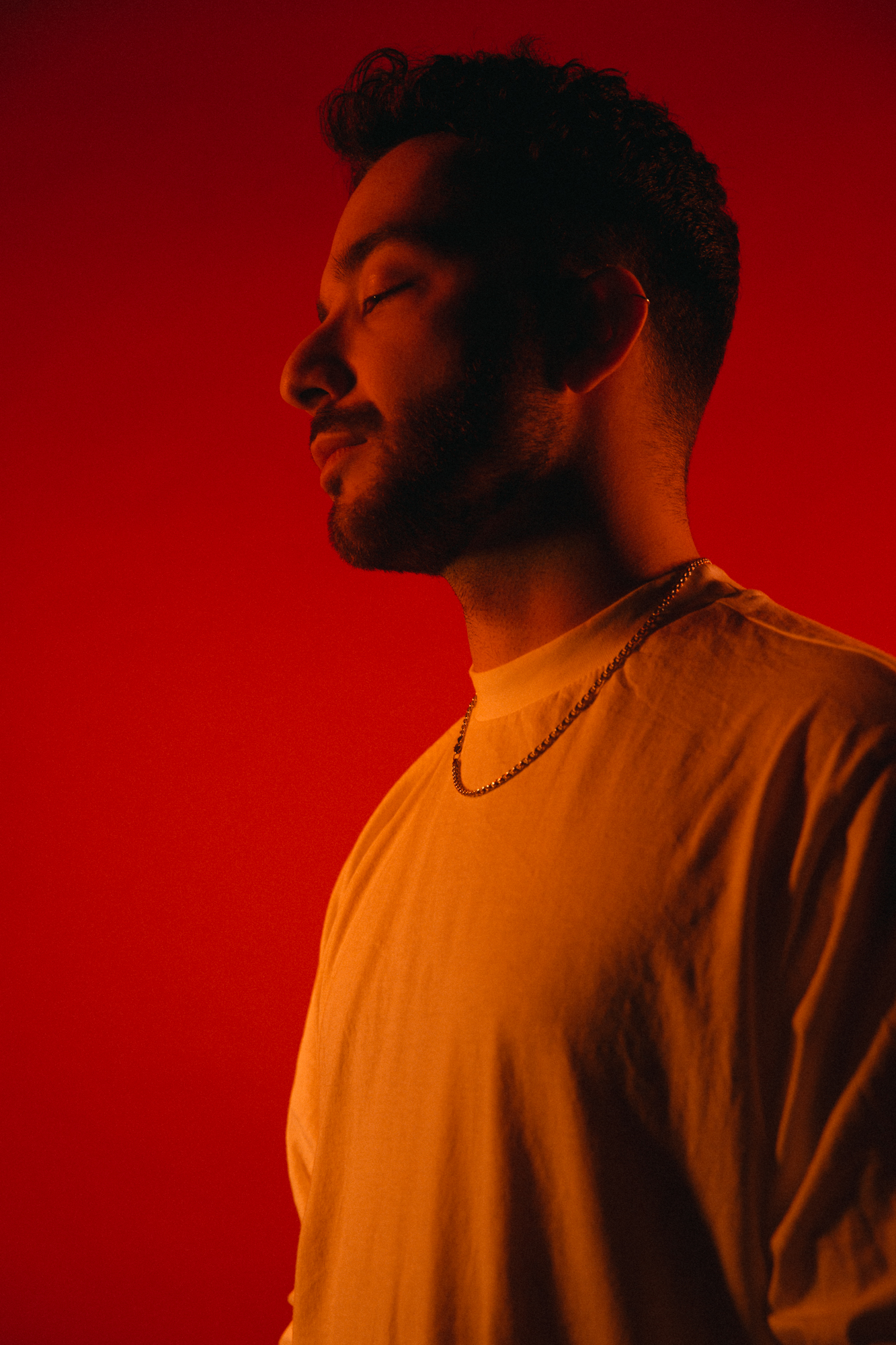
Тим Аминов

В апреле 2018 года вышел новый мини-альбом под названием «Orpheus. Релиз состоял из двух треков «Orpheus» и «Eurydice». В записи EP принимал участие канадский певец Седрик Гасайда, известный по проекту Azari & III. На этот релиз был снят короткометражный музыкальный фильм, режиссёр Ладо Кватания. Видео было снято на две песни «Orpheus» и «Eurydice». Главные роли в клипе исполнили актёры Светлана Устинова и Пётр Скворцов. Клип стал победителем London Short Series Festival.
В октябре 2018 года Тимур выпускает сингл «Veneno». В поддержку трека «Veneno» в ноябре 2018 года выходит клип, снятый латвийским режиссёром Анджеем Гавришем. Клип был снят на филиппинском острове Сиаргао.
В марте 2019 года выходит EP под названием «OPIUM». Релиз был записан на английском языке, мини-альбом тепло встретили европейские критики.
В 2022 году после затишья Тим возвращается с новым альбомом «Цветы Зла». Название пластинки отсылает к одноимённому сборнику стихотворений Шарля Бодлера. Альбом сильно отличается от предыдущих работ Тима Аминова  – это песни на русском языке в обрамлении экспериментальной электронной музыки. В интервью журналу «Сноб» артист рассказал, что «Альбом рассчитан на русскоязычную аудиторию и тех, кто понимает русский язык. Я считаю, что сейчас самое важное время за последние 20 лет, когда нужно писать тексты на русском языке и не стыдиться этого...». В записи «Цветов зла» участвовали Cream Soda, Синекдоха Монток, Сабрина Багирова, Тина Кузнецова из проекта Zventa Sventana и певица ELLA. Альбом «Цветы Зла» был напечатан на чёрном, синем и красном виниле, существует версия альбома сведенная по технологии Dolby Atmos.
В поддержку альбома «Цветы Зла» был снят клип на песню «Ультранасилие»,  режиссёром выступил Андрей Майка, уже работавший с Тимуром, как оператор на клипах «One Lone Survivor» и «Orpheus». Съемки клипа проходили в Казахстане. Сюжет видео вдохновлен древней кочевнической игрой кокпар. Клип вызвал споры из-за своей агрессивной подачи, но был хорошо принят публикой.
Было выпущено ещё несколько видео на треки входящие в альбом «Цветы Зла». В декабре 2022 выходит видео на трек «Прости». Клип был снят в  лютеранском соборе, режиссёр – Наталья Бутова. В апреле 2023 был снят клип на трек «Конец». Режиссёром видео выступил сам Тим Аминов, для музыканта эта работа стала важным высказыванием «против насилия, в частности против пыток в тюрьмах».
В феврале 2023 года выходит сингл «Венки». В августе 2023 года Тим Аминов выступил куратором и продюсером благотворительного сборника «Afterdark». 99% роялти, от прослушиваний альбома на цифровых площадках, направлены подопечным Фонда Константина Хабенского, который помогает детям и молодым людям с с опухолями головного и спинного мозга. Артист заявил, что «одной из целей этого проекта как раз была возможность говорить о сложных и неочевидных проблемах, о тех проблемах, о которых иногда страшно и тяжело просто подумать, не то что писать треки».

## Дискография

### EP
- «Lost Without You» (2011)
- «Moment» (2016)
- «Orpheus» (2018)
- «OPIUM» (2019)

### Синглы
- «Veneno» (2018)
- «Венки» (2023)

### Альбомы
- «Цветы зла» (2022)